# Arsenio Lupin (serie televisiva)
Arsenio Lupin (Arsène Lupin) è una serie televisiva coprodotta da vari Paesi negli anni Settanta e incentrata sul personaggio di Arsenio Lupin, il ladro gentiluomo creato da Maurice Leblanc, qui interpretato da Georges Descrières. Il successo della serie fu tale che, durante la messa in onda, Descrières ricevette numerose lettere da parte di persone che chiedevano aiuto a Lupin affinché riparasse il torto subito.

## Produzione
La serie venne coprodotta dal 1971 al 1974 da vari paesi (Francia, Germania, Belgio, Paesi Bassi, Italia, Svizzera, Austria e Canada): è composta di 26 episodi di 55 minuti ciascuno, è divisa in due stagioni ed è stata trasmessa in due parti tra il 1971 e il 1974.
Nella serie si fa riferimento a molti titoli di romanzi e di racconti originali di Leblanc, anche se le trame vennero modificate rendendole spesso diverse dalla versione originale. Le sigle delle due stagioni televisive, Arsène e Gentleman-Cambrioleur, composte da Jean-Pierre Bourtayre e interpretate da Jacques Dutronc, ebbero un grande successo.
Per aggiudicarsi il ruolo di Arsenio Lupin, Georges Descrières dovette superare una concorrenza molto agguerrita che comprendeva Jean-Paul Belmondo, Jean Rochefort e Jean Piat i quali avrebbero volentieri accettato la parte: in seguito Descrières si vantò di essere stato scelto al loro posto.
La date della prima trasmissione nella televisione francese sono discordanti da quelle italiane, perché la RAI le trasmise con diversa sequenza.
Negli episodi "Gli otto colpi dell'orologio" e "L'uomo dal cappello nero", Georges Descrières divide la scena con le attrici Corinne Le Poulain e Nicole Calfan, che qualche anno dopo interpreteranno (in due stagioni separate, nel 1978 e nel 1980) Sally nel telefilm Sam & Sally di cui lo stesso Descrières era coprotagonista.

## Episodi
| Stagione         | Episodi | Prima TV originale | Prima TV Italia |
| ---------------- | ------- | ------------------ | --------------- |
| Prima stagione   | 13      | 1971               | 1971-1972       |
| Seconda stagione | 13      | 1973-1974          | 1975            |